# Vitale Orseolo
Vitale Orseolo (Venezia, 988 circa – dopo il 1040) è stato un vescovo italiano della Repubblica di Venezia.

## Biografia
Appartenente alla famiglia patrizia degli Orseoli, nipote, figlio e fratello di dogi, fu vescovo di Torcello dal 1018.
Vitale era il quarto figlio del doge Pietro II Orseolo e nipote di Pietro I. Il fratello maggiore Giovanni venne destinato al potere e associato al trono paterno, sostituito, dopo la morte prematura, da Vitale, il terzo figlio, nominato co-Dux appena quattordicenne. Vitale venne destinato, assieme ad un altro fratello, Orso, secondo figlio di Pietro II, alla carriera ecclesiastica.
Quando Orso, nel 1018 venne nominato patriarca di Grado, Vitale, appena ventenne, gli succedette sulla cattedra episcopale di Torcello.
Resse la diocesi torcellana con continuità sino al 1026, quando venne coinvolto nella caduta politica dei fratelli Orso, patriarca, e Ottone, doge.
Quando però nel 1030, gli Orseoli ripresero il potere, deponendo il doge Pietro Centranico e affidando la reggenza ducale al reintegrato patriarca Orso, anche Vitale riprese il suo posto come vescovo di Torcello. Venne inviato in ambasceria a Costantinopoli, presso la corte del basileus Romano III Argiro, parente e alleato degli Orseoli, per richiamare il fratello Ottone a riprendere il proprio posto sul trono ducale. Giunto però a Bisanzio, Vitale venne a sapere della morte di Ottone e fu costretto a riportare la notizia a Venezia.
Impossibilitati sia Vitale sia Orso ad occupare il trono, dato il loro stato clericale, gli Orseoli tentarono di trasmettere il potere al nipote Domenico, ma trovando l'opposizione della concio, l'assemblea popolare, furono definitivamente esclusi dal potere politico.

Nonostante questo Vitale ed Orso riuscirono a mantenere intatti i loro titoli episcopali e, nel 1040, Vitale è ricordato tra i partecipanti al sinodo provinciale della Chiesa veneziana indetto dal fratello patriarca per riformare la disciplina ecclesiastica nella diocesi gradense e nelle sue suffraganee.
Incerta è la data della sua morte.